# Mucor recurvus
Mucor recurvus är en svampart. Mucor recurvus ingår i släktet Mucor och familjen Mucoraceae.

## Underarter
Arten delas in i följande underarter:
- indicus
- recurvus